# Escola Estadual Pedro II
A Escola Estadual Pedro II, antigamente Grupo Escolar Dom Pedro II, é uma instituição de ensino pública localizada no bairro Barra Funda, na cidade de São Paulo. 
Fundada pelo governo do Estado em 1919 para prover educação básica à população e formação de professores através do curso Normal, a escola teve seu prédio de dois pavimentos projetado pelo arquiteto Ramos de Azevedo, tendo sido inscrito no Livro do Tombo Histórico do CONDEPHAAT – Conselho de Defesa do Patrimônio Histórico -, em 5 de setembro de 2011.
Atualmente, a unidade oferece o ensino fundamental, apenas entre o 1º e 5º ano, além de salas para estudantes com deficiência intelectual, que necessitam da educação especial.